# Braintree Instructions
Le Braintree Instructions sono un documento spedito il 24 settembre 1765 dall'assemblea cittadina di Braintree, in Massachusetts, al rappresentante della città presso la Massachusetts General Court, con l'ordine di opporsi allo Stamp Act, il regime fiscale appena introdotto dal Parlamento britannico. Si tratta, dopo le Risoluzioni della Virginia, di uno dei primi documenti che respingono formalmente l'autorità del Parlamento sulle colonie nordamericane. Le Instructions furono redatte da John Adams, in seguito figura chiave della Rivoluzione e secondo presidente degli Stati Uniti dal 1797.

## Sintesi
Adams si recò al municipio di Braintree per discutere la bozza con un comitato di cittadini. Il testo iniziava rimarcando l'onerosità della tassa e proseguiva accusando il Parlamento di violazione di principi fondamentali del diritto inglese, sanciti da secoli dalla Magna Carta. Nel terzo e più lungo paragrafo, Adams aveva scritto «Ma la novità più deplorevole è l'allarmante estensione del potere dei tribunali della marina militare», sostenendo così che l'imposizione della tassa, essendo questa applicabile dal giudice senza la garanzia di un processo di fronte a una giuria, fosse una grave violazione di diritti fondamentali. Le Instuctions furono adottate all'unanimità.

## Testo
Di seguito il testo completo delle Braintree Instructions come adottato dall'assemblea il 24 settembre 1765:
Sir,—
In all the calamities which have ever befallen this country, we have never felt so great a concern, or such alarming apprehensions, as on this occasion. Such is our loyalty to the King, our veneration for both houses of Parliament, and our affection for all our fellow-subjects in Britain, that measures which discover any unkindness in that country towards us are the more sensibly and intimately felt. And we can no longer forbear complaining, that many of the measures of the late ministry, and some of the late acts of Parliament, have a tendency, in our apprehension, to divest us of our most essential rights and liberties. We shall confine ourselves, however, chiefly to the act of Parliament, commonly called the Stamp Act, by which a very burthensome, and, in our opinion, unconstitutional tax, is to be laid upon us all; and we subjected to numerous and enormous penalties, to be prosecuted, sued for, and recovered, at the option of an informer, in a court of admiralty, without a jury.
We have called this a burthensome tax, because the duties are so numerous and so high, and the embarrassments to business in this infant, sparsely settled country so great, that it would be totally impossible for the people to subsist under it, if we had no controversy at all about the right and authority of imposing it. Considering the present scarcity of money, we have reason to think, the execution of that act for a short space of time would drain the country of its cash, strip multitudes of all their property, and reduce them to absolute beggary. And what the consequence would be to the peace of the province, from so sudden a shock and such a convulsive change in the whole course of our business and subsistence, we tremble to consider. We further apprehend this tax to be unconstitutional. We have always understood it to be a grand and fundamental principle of the constitution, that no freeman should be subject to any tax to which he has not given his own consent, in person or by proxy. And the maxims of the law, as we have constantly received them, are to the same effect, that no freeman can be separated from his property but by his own act or fault. We take it clearly, therefore, to be inconsistent with the spirit of the common law, and of the essential fundamental principles of the British constitution, that we should be subject to any tax imposed by the British Parliament; because we are not represented in that assembly in any sense, unless it be by a fiction of law, as insensible in theory as it would be injurious in practice, if such a taxation should be grounded on it.
But the most grievous innovation of all, is the alarming extension of the power of courts of admiralty. In these courts, one judge presides alone! No juries have any concern there! The law and the fact are both to be decided by the same single judge, whose commission is only during pleasure, and with whom, as we are told, the most mischievous of all customs has become established, that of taking commissions on all condemnations; so that he is under a pecuniary temptation always against the subject. Now, if the wisdom of the mother country has thought the independency of the judges so essential to an impartial administration of justice, as to render them independent of every power on earth,—independent of the King, the Lords, the Commons, the people, nay, independent in hope and expectation of the heir-apparent, by continuing their commissions after a demise of the crown, what justice and impartiality are we, at three thousand miles distance from the fountain, to expect from such a judge of admiralty? We have all along thought the acts of trade in this respect a grievance; but the Stamp Act has opened a vast number of sources of new crimes, which may be committed by any man, and cannot but be committed by multitudes, and prodigious penalties are annexed, and all these are to be tried by such a judge of such a court! What can be wanting, after this, but a weak or wicked man for a judge, to render us the most sordid and forlorn of slaves?—we mean the slaves of a slave of the servants of a minister of state. We cannot help asserting, therefore, that this part of the act will make an essential change in the constitution of juries, and it is directly repugnant to the Great Charter itself; for, by that charter, “no amerciament shall be assessed, but by the oath of honest and lawful men of the vicinage;” and, “no freeman shall be taken, or imprisoned, or disseized of his freehold, or liberties of free customs, nor passed upon, nor condemned, but by lawful judgment of his peers, or by the law of the land.” So that this act will “make such a distinction, and create such a difference between” the subjects in Great Britain and those in America, as we could not have expected from the guardians of liberty in “both.”
As these, sir, are our sentiments of this act, we, the freeholders and other inhabitants, legally assembled for this purpose, must enjoin it upon you, to comply with no measures or proposals for countenancing the same, or assisting in the execution of it, but by all lawful means, consistent with our allegiance to the King, and relation to Great Britain, to oppose the execution of it, till we can hear the success of the cries and petitions of America for relief.
We further recommend the most clear and explicit assertion and vindication of our rights and liberties to be entered on the public records, that the world may know, in the present and all future generations, that we have a clear knowledge and a just sense of them, and, with submission to Divine Providence, that we never can be slaves.
Nor can we think it advisable to agree to any steps for the protection of stamped papers or stamp-officers. Good and wholesome laws we have already for the preservation of the peace; and we apprehend there is no further danger of tumult and disorder, to which we have a well-grounded aversion; and that any extraordinary and expensive exertions would tend to exasperate the people and endanger the public tranquillity, rather than the contrary. Indeed, we cannot too often inculcate upon you our desires, that all extraordinary grants and expensive measures may, upon all occasions, as much as possible, be avoided. The public money of this country is the toil and labor of the people, who are under many uncommon difficulties and distresses at this time, so that all reasonable frugality ought to be observed. And we would recommend particularly, the strictest care and the utmost firmness to prevent all unconstitutional draughts upon the public treasury.»
Ebenezer Thayer,
In tutte le calamità che hanno colpito questo paese, mai come in questo frangente abbiamo nutrito preoccupazione maggiore o timorì così allarmanti. Quanto più grande è la nostra lealtà al Re, il nostro rispetto per i due rami del Parlamento, l'affezione ai nostri consudditi in Gran Bretagna, tanto più sensibilmente e intimamente accusiamo i provvedimenti che rivelano l'ostilità di quel paese verso di noi. E non possiamo più fare a meno di lamentare che molte delle misure del precedente governo e alcune delle ultime leggi del Parlamento tendono, secondo noi, a privarci di diritti e libertà essenziali. Ci limiteremo però soprattutto alla legge cosiddetta Stamp Act, che impone a tutti noi una tassa oppressiva e a nostro avviso incostituzionale, e che ci assoggetta a molte e gravi ammende, azionabili e applicabili in giudizio, a discrezione del denunziante, in una corte di ammiragliato senza giuria.
Abbiamo definito questa tassa oppressiva perché i dazi sono tanti e tali, e così grandi le difficoltà economiche in questo paese giovane e scarsamente colonizzato, che le persone non potrebbero sopravviverle; e questo quand'anche non vi fosse questione sul diritto e l'autorità di imporla. Considerata l'attuale penuria di fondi, abbiamo motivo di credere che l'esecuzione della legge in un breve lasso di tempo prosciugherebbe il paese di contante, spoglierebbe le masse dei loro beni e le ridurrebbe alla più nera miseria. E tremiamo all'idea di quali sarebbero le conseguenze per l'ordine pubblico nella colonia di uno shock così repentino e di un cambiamento così convulso della nostra economia e sussistenza. Ma riteniamo altresì questa tassa incostituzionale. Abbiamo sempre saputo che è principio costituzionale supremo, fondamentale, che nessuno sia assoggettato a tassazione senza consenso personale o delegato politicamente. E le massime di diritto, così come le abbiamo sempre recepite, hanno le stesse conseguenze: a nessuno è alienata la sua proprietà se non per atto di disposizione o per responsabilità civile. Riteniamo perciò in aperto contrasto con lo spirito della common law e con i principi fondamentali della Costituzione britannica assoggettarci a una tassa imposta dal Parlamento, poiché non siamo in alcun modo rappresentati da quell'assemblea: a meno di considerarci tali per una fictio iuris, tanto insensata in teoria quanto dannosa in pratica, qualora una simile tassazione vi si fondasse.
Ma la novità più deplorevole è l'allarmante estensione del potere delle corti di ammiragliato, presiedute da un unico giudice! Senza interessamento di una giuria! Fatto e diritto sono decisi da giudici unici, in carica solo per beneplacito e presso i quali, come ci viene riferito, è sorta la prassi più sciagurata, quella di ricevere commissioni sulle condanne, così che essi sono costantemente tentati dal guadagno e sempre in senso sfavorevole al convenuto. Ora, se la saggezza della madrepatria ha ritenuto così essenziale all'amministrazione imparziale della giustizia l'indipendenza del giudice da renderlo indipendente da ogni e qualsiasi potere (dal re, dai Lord, dai Comuni, dal popolo... anzi, indipendenti dalle aspettative dell'erede al trono, tanto da permanere in funzione dopo la morte del re), che giustizia e imparzialità possiamo attenderci, a tremila miglia di distanza dalla sorgente del diritto, da questo giudice dell'Ammiragliato? A questo proposito abbiamo sempre ritenuto ingiuste le leggi sul commercio e la navigazione, ma lo Stamp Act ha incriminato un gran numero di nuovi reati, in cui può incorrere chiunque e non possono che incorrere moltitudini, a fronte di sanzioni gravissime: e su di essi decide un simile giudice di una simile corte! Che cosa manca, a parte avere anche un debole o un malvagio come giudice, per renderci i più squallidi e miserevoli schiavi, schiavi dello schiavo di servi di un ministro di Stato? Non possiamo che ritenere, perciò, che questa disposizione modifica radicalmente la costituzione delle giurie ed è perciò direttamente contraria alla stessa Magna Charta, a mente della quale «nessuna sanzione sarà irrogata se non dietro giuramento di uomini onesti e probi» e «nessuno sarà arrestato, o detenuto, o privato della sua proprietà, o della libertà dai dazi, né processato o condannato se non per legittimo giudizio dei suoi pari e secondo la legge dello Stato». Questa legge crea pertanto «una tale discriminazione e sperequazione» tra i sudditi in Gran Bretagna e in America che non avremmo mai potuto aspettarcele dai custodi della libertà di «entrambe».
Questa essendo, signore, la nostra opinione sulla legge, noi, proprietari e altri coloni, a questo scopo legalmente riuniti in assemble, dobbiamo ordinarle di non aderire ad alcuna misura o proposta intesa a consentirvi o a permetterne l'esecuzione, ma di opporsi piuttosto con ogni mezzo lecito, in coerenza con la nostra fedeltà al re e con il nostro legame alla Gran Bretagna, a tale esecuzione, finché non riscontreremo il successo delle grida e delle richieste d'aiuto dell'America.
Raccomandiamo inoltre che la più chiara, esplicita affermazione e difesa dei nostri diritti e delle nostre libertà sia registrata nei pubblici archivi, affinché il mondo sappia, in tutte le generazioni presenti e future, che abbiamo la chiara coscienza e il senso preciso di tali libertà e diritti, e che, rimessi alla Divina Provvidenza, non saremo mai schiavi.
Neppure riteniamo opportuno consentire ad alcuna iniziativa a tutela delle carte bollate o degli addetti al bollo. Abbiamo già leggi buone e sane per il mantenimento dell'ordine, e sappiamo che non c'è pericolo di tumulti e disordini, per i quali nutriamo fondata avversione; e sappiamo che un sacrificio straordinario e oneroso tenderebbe a esasperare la gente e a mettere a repentaglio l'ordine pubblico, piuttosto che assicurarlo. Non è eccessivo insistere nel radicarle il nostro desiderio che tutte le spese straordinarie e le misure onerose siano risparmiate il più possibile e in ogni occasione. Il denaro pubblico del paese è frutto del duro lavoro delle persone, che ora sopportano molte difficoltà e angosce non comuni, cosicché occorre osservare la massima parsimonia ragionevole. Raccomandiamo in special modo la massima attenzione e fermezza nell'impedire qualsiasi prelievo incostituzionale dai fondi pubblici.»
(Samuel Niles, John Adams, Norton Quincy, James Penniman, John Hayward)